# Communauté de communes Les Vals de Cher et d’Arnon
Die Communauté de communes Les Vals de Cher et d’Arnon ist ein ehemaliger französischer Gemeindeverband mit der Rechtsform einer Communauté de communes im Département Cher in der Region Centre-Val de Loire. Sie wurde am 18. November 1999 gegründet und umfasste 12 Gemeinden. Der Verwaltungssitz befand sich im Ort Lury-sur-Arnon.

## Historische Entwicklung
Mit Wirkung vom 1. Januar 2017 fusionierte der Gemeindeverband mit der Communauté de communes Les Terres d’Yèvre und bildete so die Nachfolgeorganisation Communauté de communes Cœur de Berry.

## Ehemalige Mitgliedsgemeinden
1. Brinay
2. Cerbois
3. Chéry
4. Lazenay
5. Limeux
6. Lury-sur-Arnon
7. Massay
8. Méreau
9. Poisieux
10. Preuilly
11. Quincy
12. Sainte-Thorette